# Opera (magazine japonais)
 (juin 2024).
Ne doit pas être confondu avec Opera (magazine britannique).
Opera (オペラ) est un magazine trimestriel japonais spécialisé dans la prépublication de manga yaoi.  
Il est édité par Akane Shinsha qui publie ensuite les chapitres en tankōbon sous son label Edge Comix. Il a été créé en 2005 pour succéder au magazine Edge (qui a duré de mai 2004 à avril 2005). Parmi les œuvres publiées, on peut citer Dou kyu sei - Classmates, Ganbare! Nakamura-kun!! et les histoires de Natsume Ono.
Opera a ouvert un café éphémère à Harajuku en 2018 et en 2019 à Ikebukuro.